# کاروان (فیلم ۱۹۷۸)
کاروان (انگلیسی: Convoy) فیلمی در ژانر کمدی-درام و اکشن به کارگردانی سم پکینپا است که در سال ۱۹۷۸ منتشر شد.
فيلم در ابتدا به رانندگان كاميوني مي‌پردازد كه توسط يك كلانتر در آريزونا مورد اخاذي قرار مي‌گيرند. يكي از آنها در جريان يك دعوا به كلانتر مشت مي‌زند. سپس چندين راننده ياغي سعي مي‌كنند از مرز ايالت به نيومكزيكو عبور كنند، در حالي كه توسط پليس تعقيب مي‌شوند. آنها همچنين برنامه‌ريزي مي‌كنند تا يك متحد خود را كه در تگزاس در اسارت است و قرباني خشونت پليس شده است، نجات دهند. اين فيلم اولين بار در ۱۰ ژوئن ۱۹۷۸ در ژاپن منتشر شد و در ۲۸ ژوئن ۱۹۷۷ در ايالات متحده توسط يونايتد آرتيستز اكران گرديد. فيلم با نظرات متفاوت منتقدان روبرو شد؛ با اين حال، از نظر تجاري موفق‌ترين فيلم حرفه‌اي پكينپا محسوب مي‌شود.

## خلاصه داستان
در صحرای آریزونا، راننده کامیونی به نام مارتین "رابر داک" پنوالد توسط زنی با جگوار ایکس-کی ای سبقت گرفته و سپس به همکارانش پیگ پن/لاو ماشین و اسپایدر مایک برمی‌خورد. یک راننده کامیون دیگر از طریق رادیوی سی‌بی به آنها اطلاع داده بود که می‌توانند سرعت خود را افزایش دهند. اما این "راننده کامیون" در واقع کلانتر کثیف لایل والاس است - دشمن دیرینه رابر داک - که از هر کدام از آنها ۷۰ دلار اخاذی می‌کند.
والاس که به خاطر روش‌های فاسدش معروف است، با استفاده از موقعیتش به عنوان مأمور قانون، رانندگان کامیون را تحت فشار قرار می‌دهد. رابر داک که از این رفتار خشمگین شده، در یک درگیری فیزیکی با والاس مشت محکمی به او می‌زند. این اقدام جرقه‌ای می‌شود برای یک تعقیب و گریز پرهیجان در جاده‌های صحرایی آریزونا، جایی که گروهی از رانندگان کامیون یاغی سعی می‌کنند از مرز ایالتی به سمت نیومکزیکو فرار کنند.

## بازیگران
- کریس کریستوفرسون
- الی مک‌گرو
- ارنست بورگناین
- برت یانگ
- سیمور کاسل
- مج سینکلیر
- فرانکلین آجی
- سم پکینپا
- آنا لوکارت

## اقتباس رمانی
یک رمان مبتنی بر فیلم توسط فیلمنامه‌نویس ب.دبلیو.ال. نورتون (شابک: 9780440112983) در سال ۱۹۷۸ منتشر شد. این رمان نسبت به فیلم رویکردی جدی‌تر و طنز کمتری داشت و تغییرات و اضافاتی در آن دیده می‌شد، از جمله: 
- حذف اشاره به آفریقایی-آمریکایی بودن اسپایدر مایک  
- نمایش تنفر آشکار بین رابرر داک و والاس  
- افزودن یک درگیری فیزیکی بین رابرر داک و والاس پس از آزادی اسپایدر مایک از زندان 
- ازدواج پنجم ویندو وومن  
- ارائه پیشینه داستانی برای شخصیت ملیسا  
این اقتباس ادبی با حفظ کلیت داستان اصلی، برخی جزئیات را عمیق‌تر بررسی کرده و به شخصیت‌پردازی دقیق‌تری پرداخته است. نسخه رمانی همچنین برخی از صحنه‌های اکشن فیلم را با جزئیات بیشتری توصیف می‌کند و به روابط بین شخصیت‌ها عمق بیشتری بخشیده است.

## انتشار فیلم
این فیلم ابتدا در اواسط ژوئن ۱۹۷۸ در ژاپن اکران شد و سپس در ۲۸ ژوئن همان سال در ۷۰۰ سالن سینما در ایالات متحده و کانادا به نمایش درآمد.  